# 1,8-二氨基-4,5-二羟基蒽醌
1,8-二氨基-4,5-二羟基蒽醌是一种有机化合物，化学式为C14H10N2O4。它可由1,8-二羟基蒽醌经硝化、还原得到。它和亚硝酸钠、硫酸反应，再加入溴化亚铜-氢溴酸，可以得到1,8-二溴-4,5-二羟基蒽醌。